# Orthosphenia
Orthosphenia é um género monótipo de plantas com flores pertencentes à família Celastraceae. A sua única espécie é Orthosphenia mexicana.
A sua área de distribuição nativa é no nordeste do México.